# Three Walls
Three Walls (deutsch drei Wände) ist ein kanadischer Kurzfilm von Zaheed Mawani aus dem Jahr 2011. In Deutschland feierte der Film am 6. Mai 2011 bei den Internationalen Kurzfilmtagen in Oberhausen internationale Premiere.

## Handlung
Ein Büro, das besteht auch gerne mal aus drei Wänden und genau davon handelt Mawanis Dokumentation. Wie lebt und arbeitet es sich in den drei Wänden einer Bürobox, wie fühlt man sich dabei und wäre etwas anderes besser? Er fragt Mitarbeiter verschiedener Konzerne und die Meinungen sind einhellig: es ginge besser.

## Kritiken
„‚Three Walls‘ erzählt die Geschichte vom Aufstieg der Bürobox – einem Wandsystem, das Großraumbüros in kleine Parzellen unterteilt. Der Film lässt Architekten, Möbelhersteller und Motivationstrainer zu Wort kommen und stellt ihnen die Menschen gegenüber, die in diesem Boxen arbeiten müssen. Mit klar kadrierten Bildern und prägnant besetzten Protagonisten gelingt es dem Film, von der Architektur über die Sinnhaftigkeit von Arbeit bis zum Lebensgefühl in der postindustriellen Dienstleistungsgesellschaft einen Bogen zu spannen. Ironisch und böse entlässt er uns mit einem geschärften Blick für die Beziehung zwischen Mensch, Funktion und Raum.“

## Auszeichnungen
Internationale Kurzfilmtage Oberhausen 2011
- Lobende Erwähnung des Ministeriums für Familie, Kinder, Jugend, Kultur und Sport des Landes Nordrhein-Westfalen